# المحافظة الشمالية (زامبيا)
المحافظة الشمالية هي واحدة من محافظات زامبيا العشر. تغطي تقريبًا من خمس مساحة زامبيا.

## المناخ
يظهر الجدول التالي التغييرات المناخية على مدار السنة للمحافظة الشمالية:
| البيانات المناخية لـلمحافظة الشمالية | البيانات المناخية لـلمحافظة الشمالية | البيانات المناخية لـلمحافظة الشمالية | البيانات المناخية لـلمحافظة الشمالية | البيانات المناخية لـلمحافظة الشمالية | البيانات المناخية لـلمحافظة الشمالية | البيانات المناخية لـلمحافظة الشمالية | البيانات المناخية لـلمحافظة الشمالية | البيانات المناخية لـلمحافظة الشمالية | البيانات المناخية لـلمحافظة الشمالية | البيانات المناخية لـلمحافظة الشمالية | البيانات المناخية لـلمحافظة الشمالية | البيانات المناخية لـلمحافظة الشمالية | البيانات المناخية لـلمحافظة الشمالية |
| الشهر | يناير                                | فبراير                               | مارس                                 | أبريل                                | مايو                                 | يونيو                                | يوليو                                | أغسطس                                | سبتمبر                               | أكتوبر                               | نوفمبر                               | ديسمبر                               | المعدل السنوي                        |
| --- | ------------------------------------ | ------------------------------------ | ------------------------------------ | ------------------------------------ | ------------------------------------ | ------------------------------------ | ------------------------------------ | ------------------------------------ | ------------------------------------ | ------------------------------------ | ------------------------------------ | ------------------------------------ | ------------------------------------ |
| الدرجة القصوى °م (°ف) | 26.3 (79.3)                          | 26.8 (80.2)                          | 26.8 (80.2)                          | 26.5 (79.7)                          | 26 (79)                              | 24.9 (76.8)                          | 24.9 (76.8)                          | 26.9 (80.4)                          | 29.8 (85.6)                          | 30.9 (87.6)                          | 28.9 (84.0)                          | 26.7 (80.1)                          | 30.9 (87.6)                          |
| متوسط درجة الحرارة الكبرى °م (°ف) | 19.7 (67.5)                          | 19.9 (67.8)                          | 20.2 (68.4)                          | 20.2 (68.4)                          | 18.9 (66.0)                          | 17.2 (63.0)                          | 17.1 (62.8)                          | 18.9 (66.0)                          | 21.8 (71.2)                          | 23.1 (73.6)                          | 21.6 (70.9)                          | 20.1 (68.2)                          | 23.1 (73.6)                          |
| متوسط درجة الحرارة الصغرى °م (°ف) | 16.1 (61.0)                          | 16.2 (61.2)                          | 16.1 (61.0)                          | 15.2 (59.4)                          | 12.5 (54.5)                          | 9.6 (49.3)                           | 9.3 (48.7)                           | 11 (52)                              | 13.8 (56.8)                          | 15.9 (60.6)                          | 16.4 (61.5)                          | 16.2 (61.2)                          | 9.3 (48.7)                           |
| الهطول مم (إنش) | 23 (0.9)                             | 20 (0.8)                             | 20 (0.8)                             | 8 (0.3)                              | 1 (0.0)                              | 0 (0)                                | 0 (0)                                | 0 (0)                                | 0 (0)                                | 3 (0.1)                              | 14 (0.6)                             | 24 (0.9)                             | 113 (4.4)                            |
| المصدر: <ref>"Weather statistics for Northern (Zambia)". المحافظة الشمالية: Norwegian Meteorological Institute and Norwegian Broadcasting Corporation. October 2016. مؤرشف من الأصل في 2020-09-22. اطلع عليه بتاريخ 20 October 2016. {{استشهاد ويب}}: تحقق من التاريخ في: \|سنة= لا يطابق \|تاريخ= (مساعدة) والوسيط غير المعروف \|width= تم تجاهله (مساعدة) |                                      |                                      |                                      |                                      |                                      |                                      |                                      |                                      |                                      |                                      |                                      |                                      |                                      |